# Ingrid Elofsdotter
Ingrid Elofsdotter (o Elovsdotter), también llamada Ingrid de Suecia o Ingrid de Skänninge (Skänninge, Suecia, siglo XIII – Skänninge, 2 de septiembre de 1282) fue una religiosa sueca.

## Biografía
Ingrid Elofsdotter vivió en el siglo XIII en Östergötland, Skänninge. Cuando enviudó, hizo una peregrinación a Tierra Santa, Roma y Santiago de Compostela con su hermana y otras mujeres, con la esperanza de fundar más adelante un convento en Skänninge. Quien la animó a emprender el viaje fue Petrus de Dacia, un sacerdote dominico con el que tenía mucha confianza. El 15 de agosto de 1281 fundó el convento dominico de Martín de Tours en Skänninge, el primero de Suecia. La fundación fue con la presencia de rey Magnus III de Suecia. Fue priora del convento y murió un año después por causas naturales.

## Culto
La veneración popular empezó tras su muerte, cuando se registraron algunos milagros cerca de su tumba o a través de su intercesión. En 1405 empezó el proceso de canonización y el obispo de Linköping Canuto Bosson llevó su causa al Concilio de Constanza. El proceso no prosperó en este momento, pero se reactivó en 1448 y fue confirmada en 1497. Las reliquias fueron trasladadas solemnemente en 1507 por orden de Alexandre VI con la presencia del rey y de todos los obispos de Suecia.